# Penicillifera purpurascens
Penicillifera purpurascens är en fjärilsart som beskrevs av Holloway 1976. Penicillifera purpurascens ingår i släktet Penicillifera och familjen silkesspinnare. Inga underarter finns listade i Catalogue of Life.